# Pieter de Marees
Pieter de Marees (Paesi Bassi, XVI secolo – Paesi Bassi, XVII secolo) è stato un mercante, esploratore e scrittore olandese.

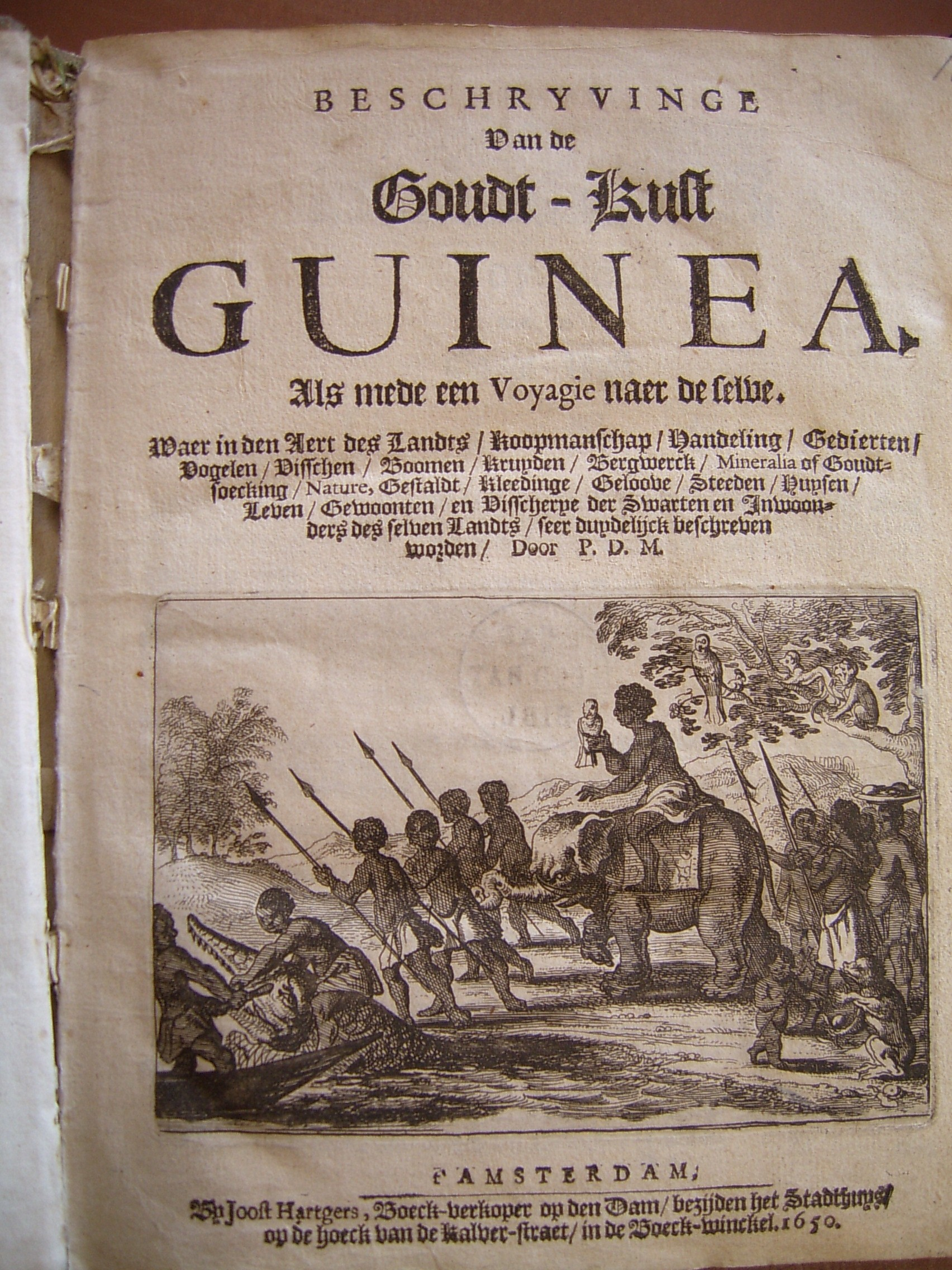
Beschryvinge van de Goudt-Kust Guinea, frontespizio dell'edizione del 1650

È noto in particolare in Europa per la sua attività di scrittore in quanto fu il primo a redigere un resoconto del suo viaggio in Costa d'Oro nel 1602. Il suo Beschrijvinghe ende historische verhael van het Gout Koninckrijck van Gunea anders de Gout-custe de Mina genaemt, liggende in het deel van Africa fu la prima descrizione di questa parte dell'Africa in lingua olandese e il successo del suo libro incrementò notevolmente l'interesse della Repubblica Olandese nella regione. Il volume venne tradotto in tedesco, inglese e latino e rimane ancora oggi uno dei più antichi e importanti documenti sulla storia della Costa d'Oro, rimanendo insuperato per quasi un secolo sino alla pubblicazione del volume Nauwkeurige beschrijving van de Guinese Goud- Tand- en Slavekust (1703) di Willem Bosman.